# What's Shakin'
What's Shakin' è un album compilation di artisti vari, pubblicato nel 1966 dalla Elektra Records. 

## Tracce
Lato 1
1. Good Time Music – 3:06 (John Sebastian) – The Lovin' Spoonful
2. Almost Grown – 1:50 (Chuck Berry) – The Lovin' Spoonful
3. Spoonful – 2:55 (Willie Dixon) – The Paul Butterfield Blues Band
4. Off the Wall – 2:02 (Walter Jacobs aka Little Walter) – The Paul Butterfield Blues Band
5. Can't Keep From Crying Sometimes – 4:30 (Al Kooper) – Al Kooper
6. I Want to Know – 2:14 (S. MacLeod) – Eric Clapton & The Powerhouse
7. Crossroads – 2:32 (Robert Johnson) – Eric Clapton & The Powerhouse

Lato 2
1. Lovin' Cup – 2:35 (Paul Butterfield) – The Paul Butterfield Blues Band
2. Good Morning Little Schoolgirl – 2:20 (Level, Love) – The Paul Butterfield Blues Band
3. Steppin' Out – 3:12 (Memphis Slim) – Eric Clapton & The Powerhouse
4. I'm In Love Again – 2:04 (Dave Bartholomew, Fats Domino) – Tom Rush
5. Don't Bank on it Baby – 1:52 (John Sebastian) – The Lovin' Spoonful
6. Searchin' – 3:13 (Jerry Leiber & Mike Stoller) – The Lovin' Spoonful
7. One More Mile – 3:30 (James Cotton) – The Paul Butterfield Blues Band